# كيفين لينش
كيفين أندرو لينش أو كيفين لينش (بالإنجليزية: Kevin Andrew Lynch) (1918 شيكاغو، إلينوي - 1984 مارثا فينيارد، ماساتشوستس) كان مخطط مدن أمريكي، ومؤلف كتب. درس لينش في جامعة ييل، تاليسين (الاستوديو) تحت فرانك لويد رايت، رينسيلار معهد البوليتكنيك، وحصل على درجة البكالوريوس في تخطيط المدن من معهد ماساتشوستس للتكنولوجيا في عام 1947. كان يعمل في غرينسبورو، نورث كارولاينا باعتبارها التخطيط الحضري ولكنه التحق للتدريس في معهد ماساتشوستس للتكنولوجيا من قبل Rodwin لويد. بدأ بالقاء المحاضرات في معهد ماساتشوستس للتكنولوجيا في العام التالي، وأصبح أستاذا مساعدا في عام 1949، وكان مثبت على أنه أستاذ مشارك في عام 1955، وأصبح أستاذا في عام 1963.وقدم لينش مساهمات مهمة في مجال تخطيط المدن من خلال البحوث التجريبية على كيفية تصور الأفراد للمشهد الحضري وتنقلهم في المدينة. واستكشف وجود عامل الزمان والتاريخ في البيئة الحضرية، وكيف تؤثر البيئات الحضرية على الأطفال، وكيفية تسخير الإدراك البشري من الشكل المادي للمدن والأقاليم والأساس النظري لتصميم الحضرية الجيدة.
العمل لينش الأكثر شهرة، هو «صورة المدينة» التي نشره في عام 1960، الذي كان نتيجة لدراسة دامت خمس سنوات حول عملية تصور وتنظيم المستخدمين للمعلومات والبيانات المكانية للتنقل عبر المدن. واستخدم ثلاثة مدن مختلفة مثل (بوسطن، جيرسي سيتي، ولوس انجليس)، وذكر لينش أن المستخدمين يفهمون ما يحيط بهم من وسائل ثابتة يمكن التنبؤ بها، والعناصر الخمسة التي تشكل الخرائط الذهنية هي:
1. المسارات، في الشوارع والأرصفة والممرات، وغيرها من القنوات التي تسمح للناس بالسفر؛
2. الحواف، والحدود المتصورة مثل الجدران والمباني والشواطئ؛
3. الأحياء، قطاعات واسعة نسبيا من المدينة تتميز بهوية مميزة؛
4. العقد، ونقاط الاتصال على مفارق الطرق أو المكاني؛
5. المعالم، والأشياء التي يسهل تحديدها كنقاط مرجعية خارجية. في نفس الكتاب صاغ أيضا لينش عبارة «القدرة على التصوري» (imageability) و«استكشاف مسارات الحركة». صورة المدينة كان لها تأثير مهم ودائم في مجالات التخطيط الحضري وعلم النفس البيئي. بالتوازي مع عمله الأكاديمي، وميريل لممارسة التخطيط والتصميم الحضري في شراكة مع ستيفن كار، والذي أسس لينش كار شركاء في كامبريدج، ماساشوستس. توفي لينش في منزله الصيفي في مارثا فينيارد في عام 1984.